# 羅曼·霍夫施泰特
羅曼·霍夫施泰特（德語：Roman Hofstetter，1742年4月24日—1815年5月21日），是古典时期的作曲家及本笃会修道士。他欽慕海頓到能夠熟悉甚至模仿其作品的地步。霍夫施泰特曾经说过：「海顿笔下的一切，对我来说是那么的美丽，深印在我的脑海中，以致我無法阻止自己现在與再次盡我所能的去仿制它。」
1965年，音乐学家艾伦·泰森（Alan Tyson）和罗宾斯·兰登发表研究结果显示，整套六首一直被认为是海頓的弦乐四重奏Op.3，包括 No.5 裡的《如歌般的行板》，也就是著名的「海頓的小夜曲」，其实都是霍夫施泰特的作品。 后续的發現也更加证实了霍夫施泰特是六首弦乐四重奏里至少两首的作者。
虽然霍夫施泰特的生平记载不详，他很可能来自一个音乐世家。他是个双胞胎，他的孪生兄弟是约翰·阿洛伊斯·霍夫施泰特（Johann Urban Alois Hoffstetter），是条顿骑士团的法兰克省主任，也是一名不太有名的作曲家。霍夫施泰特在1763年6月5日，以佩特·罗马努斯的名称在阿莫爾巴赫的本笃会修道院宣誓成为修士，并于1766年9月10日被任命为神父。 他继任成为合唱团总监，也兼任为奥登瓦尔德地区其它小教堂的管风琴师和教区神父，即使他在教堂的主要职位是作为烹饪监工。他为教会所写的大部份作品于法国军队在1803年解散修道院图书馆时遗失了。霍夫施泰特在1803年阿莫爾巴赫教会被世俗化之后，和修道院院长本尼迪克特·奎爾雪姆（Benedikt Kuelsheime）一起退休到美因河上的密爾頓堡（Miltenberg-am-Main），他已是幾乎全聋和全盲。12年后他在那裡去世。
霍夫施泰特的作品有着轮廓鲜明的主题，很容易讓人一聽就記住，也因此其音乐的发展易被人跟随。除了他的弦乐四重奏（需要小心研究它的风格特征，以清楚区别为非海顿之作），霍夫施泰特作了至少十首弥撒曲（有几首现存于维尔茨堡的Archdiocesian Archives），和其它一些其它小型的宗教音乐。包括他和瑞典德国作曲家约瑟夫·马丁·克劳斯（1756–1792）一起创作，一首已经遗失的作品《怜悯》（Miserere）。三首中提琴协奏曲（其中之一实际上是一首中提琴和大提琴的双协奏曲）曾经被德国公司布赖特科普夫发售，但最近的研究已经确定它实际上是克劳斯的作品，而非霍夫施泰特之作。这由其中一首收藏于德國國家圖書館的作品签名中，可以清楚看出。
霍夫施泰特与克劳斯的友谊广为人知，克劳斯在美因河上的密爾頓堡附近出生。他们的友谊始于1774年，并在克劳斯被瑞典国王古斯塔夫三世任命为宫廷作曲家后一直持续着，直至克劳斯之死才终结。霍夫施泰特有与克劳斯和他的传记作者瑞典外交官弗列德瑞克·山姆·西爾弗斯托爾普（Fredrik Samuel Silverstolpe）通信，是弗列德瑞克·山姆·西爾弗斯托爾普让他接触到自己的偶像海頓。九封于1800至1802年写的信，现被保存在乌普萨拉大学图书馆的西爾弗斯托爾普收藏品之中。

## 其它文獻
- Marshall J. Fine: The viola concertos of Fr. Roman Hofstetter, OSB. A new edition based on the manuscripts found at the University of Lund. UMI Publications, Ann Arbor, Mich., 1990
- Hubert Unverricht: Beiträge zur Mittelrheinischen Musikgeschichte. Bd 10. Die beiden Hoffstetter. Zwei Komponistenporträts mit Werkverzeichnissen. Schott, Mainz 1968, ISBN 3-7957-1310-2
- L. Somfai: Zur Echtheitsfrage des Haydnschen op. 3. Haydn-Jahrbuch III, 1965.